# Villino Andreini
Il villino Andreini è un edificio situato in viale Mameli a Grosseto, in Toscana.

## Storia
Il villino venne costruito nel 1909 come abitazione privata dell'ingegnere Corrado Andreini, direttore della Scuola d'arte e mestieri di Grosseto ed esponente dell'eclettismo grossetano del primo Novecento, che fu anche l'autore del progetto.
L'edificio fu la prima costruzione "di pregio" del ceto borghese realizzata lungo l'asse del viale della Stazione, nel sobborgo di Porta Nuova, un'area individuata come zona di principale espansione urbana nel primo piano regolatore generale della città di Grosseto, redatto proprio in quell'anno dallo stesso ingegnere Andreini, e approvato dal comune nel 1912. Il viale della Stazione si proponeva così come strada privilegiata di rappresentanza, in quanto accesso primario al centro storico cittadino: Andreini vi realizzerà infatti anche l'adiacente palazzina Tempesti e la palazzina della Nuova Cooperativa Case (entrambe del 1913), edifici borghesi decorati con evidenti motivi Liberty.
Nel 1926 il villino perse la sua funzione abitativa e fu adibito a sede dell'Ispettorato per la Maremma Toscana; per l'occasione fu sopraelevato di un piano, su progetto di Corrado Costa del genio civile, senza alterarne lo stile. Successivamente è rimasto proprietà del Demanio dello Stato.

## Descrizione

### L'esterno
L'edificio consiste di un corpo principale a tre piani, terminanti in un cornicione aggettante con mensoloni, e di un corpo laterale a due piani con una terrazza delimitata da una balconata decorata recante la lettera "A".
La facciata principale su viale Mameli e il prospetto laterale sinistro presentano decorazioni tipicamente Liberty, come lesene scalanate, angoli stondati, decorazioni a motivi vegetali, floreali, geometrici, comprendenti elementi zoomorfi, protomi e festoni. Il portone d'ingresso è sovrastato da un balcone centrale, a sua volta sormontato da un'iscrizione recante la scritta «DEMANIO». All'altezza del piano terra, il rivestimento esterno a fasce orizzontali è realizzato in travertino. Particolarmente interessanti risultano le decorazioni delle fasce marcapiano, della terrazza laterale con parapetti in ferro battuto, e soprattutto la cornice al livello degli architravi delle finestre del primo piano, composta di piastrelle di maiolica dipinta, raffiguranti stralci di vite.

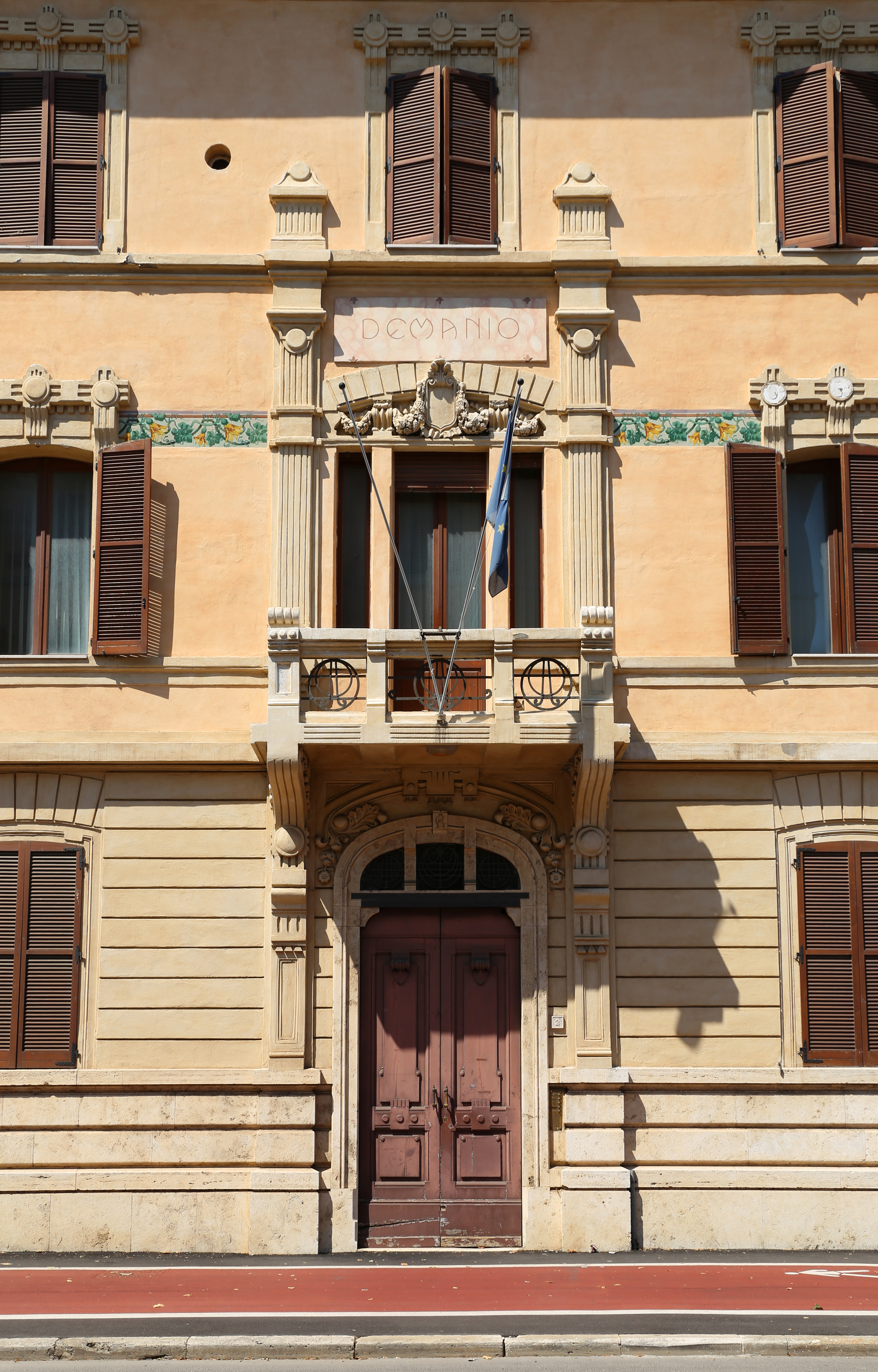
Particolare del portone e del balcone centrale
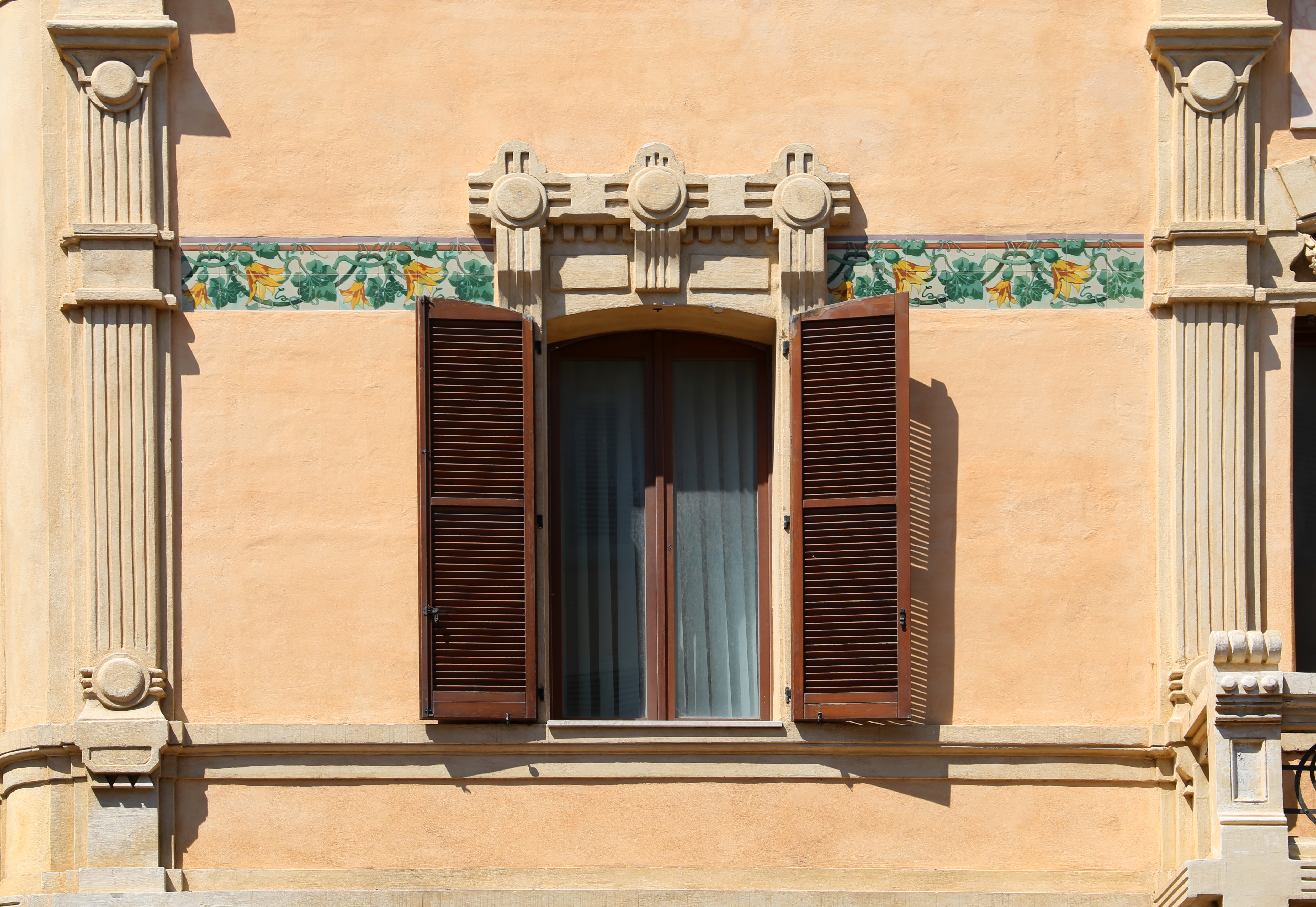
Particolare di una finestra al primo piano

### L'interno
L'interno, più volte rimaneggiato, conserva il salone d'ingresso con pavimento in graniglia, lo scalone centrale e un portone in legno riccamente decorato a girali, con vetri colorati e ferro battuto.